# Primitív akondritok

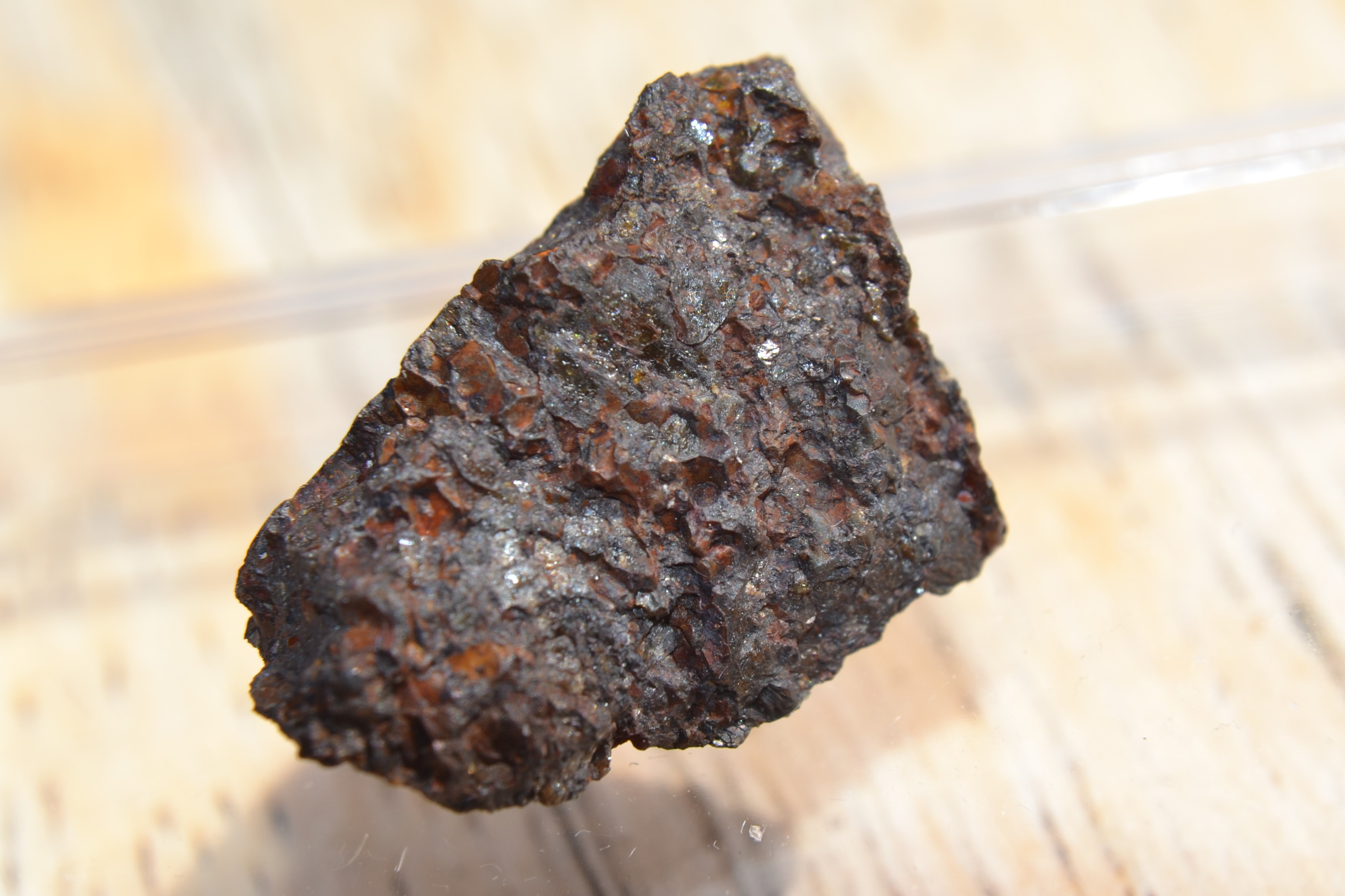
Primitív akondrit – ureilit NWA 2625, 2004-ben fedezték fel Északnyugat-Afrikában

A primitív akondritok a tulajdonképpeni meteoritok részlegesen differenciálódott típusai. A meteoritok modern osztályozási rendszere alapján megkülönböztetünk egymástól differenciálatlan, vagyis nem átalakult és elkülönült meteoritokat (ilyenek a kondritok), illetve differenciálódott (az előbbi ellenkezője) meteoritokat (akondritokat). A primitív akondritok sokrétű típusa a kettő nagy család közötti átmenetet képezi. Ez az átalakulás voltaképpen a szülőégitestben történik, az égitest kérge hő és nyomás hatására elveszti kondritos jellegét, az anyagok gyakorlatilag teljesen differenciálódnak és különböző földtani rétegeket hoznak létre (akárcsak a Föld esetében). A primitív akondritok mátrixából javarészt hiányoznak a kondritok névadói, a kondrumok (ásványi gömböcskék, melyek gyakran olivinből állnak; ezek körül állt össze apró kozmikus porból, szemcsékből a kőzetalkotó anyag évmilliók leforgása alatt elektrosztatikus töltöttség hatására; van hogy szabad szemmel is láthatók). Ezek a kondumok teljesen széttöredeztek, majd beleolvadtak a mátrixba. Néhol még fellelhetők a primitív akondritok mátrixában relikt kondrumok. Tehát a primitív akondritok gyakorlatilag részlegesen átalakult kondrit meteorit anyagok. A primitív akondritok mind-mind kőmeteoritok.

## Kialakulás a szülőégitestben
A primitív akondritok, mint ahogyan a legtöbb meteorit, többnyire kisbolygókban, aszteroidákban keletkeztek. Ez a folyamat még a Naprendszer preszoláris időszakában kezdődött el, amikor egy szupernova felrobbanása után keletkezett por- és gázfelhőből kezdtek nagyobb testek összeállni. A hidrogén és hélium gázokból a Nap jött létre elsőként. A gázok középen álltak pályára, míg a nehezebb anyagok a robbanás miatt kialakult nyomás hatására kilökődtek, majd pályára álltak és végül elektromos töltöttség illetve tömegvonzás hatására összeálltak bolygókká és más planetezimálokká. Mindez körülbelül 4.5 milliárd évvel ezelőtt zajlott le évmilliók alatt. Az összeállt szilikátok és fémek alkották a Naprendszer legősibb kondritos szerkezeteit. A primitív akondritoknál hátra volt még egy folyamat ahhoz, hogy  elnyerjék ma ismert formájukat, a differenciálódás. A belső folyamatok, azaz az égitesten belüli anyagmozgás, a gravitációs erők és napszelek hatására az Al26 izotópok hőt termeltek, ami az égitest teljes átolvadásához vezetett. Ennek hatására a kondrumok már eltűntek a kéregből és a köpenyből, mert beleolvadtak a kőzetanyagba. Az átolvadásukhoz minimum 1000 C° hőmérséklet volt szükséges. A primitív akondritok esetében ez az átolvadás csak részleges volt, de bőven elegendő ahhoz, hogy a kőzet anyaga átkristályosodjon és a kondrumok nagy része eltűnjön.

## A primitív akondritok osztályozása
A primitív akondritok családjában öt kisebb meteorit osztályt különböztethetünk meg petrológiai, petrográfiai szempontok alapján. Minden osztály nevét egy-egy meteorit nevéből vették át, amely külön-külön mindegyik osztály típushatározója, jellegzetessége. Az osztályok a következők:

### Acapulcóit
A lodranitokhoz nagyon közel álló meteorit osztály. Az acapulcóitok főleg olivinből, nikkelvasból és ortopiroxénből épülnek fel. Nevüket az 1976-ban hullott Acapulcó meteoritról kapták. A lodranitokhoz képest finomabb szemcséjű kőzetek. A bennük lévő fémek és szilikátok aránya nagyjából egyenlő.

### Lodranit
Sokan a lodranitokat az acapulcóitokkal egy osztályba sorolják hisz ugyanolyan anyagok alkotják őket majdhogynem azonos arányban. A lodranitok emellett alacsony kálciumtartalmú piroxénekben is bővelkednek, illetve króm-dioxidot, kromitot is tartalmaznak. Névadójuk az 1868-ban, a pakisztáni Lodhran városában hullott azonos nevű meteorit.

### Brachinit
A brachinitokat meghatározza a magas olivin ásvány tartalom (akár 74-98% között). Tartalmaznak még plagioklászokat (6.7-12.9%), vasnikkel szulfidokat (1.8-4%) és klinopiroxéneket (akár 8%). Névadójuk az 1974-ben az ausztráliai Brachina településnél hullott azonos nevű meteorit. Szülőégitestjük ismeretlen.

### Ureilit
Az ureilitek valójában olivin-pigeonitos akondritok. Jellemzi őket a magas grafittartalom, ezért sokkoltság miatt mikro- és nanogyémántokat is tartalmaznak, mint átkristályosodott grafitot.  Szerkezetük rendkívül hasonlít a szenes kondritokéhoz, azok közül is a CV3-as osztályúhoz (ott van példának okáért a híres magyar Kaba meteorit, amely CV3-as szenes kondrit, amelyben kimutatták a magas olivin és pigeonit tartalmat). Mindez arra utal, hogy a szenes kondritokból fejlődtek ki. Névadójuk az 1886-ban az oroszországi Mordvinföldi Köztársaság Novo Urei nevű városában hullott meteorit. Két típusuk ismert:

#### -monomikt ureilit
A szenes, pigeonitos mátrixba ágyazódott olivin szigetek szabályos elrendeződése jellemzi. Az ásványi klasztok közé vasnikkel szemcsék ékelődtek. Ilyen a Novo Urei.

#### -polimikt ureilit
Több különféle breccsatöredékből összeállt kőzet, amely nagy valószínűséggel meteoritbecsapódások során a szülőégitest anyagából kiszakadt darabok összeolvadása. Ilyen például a híres Almahata Sitta ureilit.
Az ureilitek szülőégitestje ismeretlen, de valószínűsíthető, hogy mint a szenes kondritok, ezek is egyes C vagy F típusú aszteroidok kérgéből származnak.

### Winonait
A winonaitok furcsa különböző fémek és szilikátok olvadékaiból álló breccsák. Gyakran tartalmaznak sűrű, szabad szemmel is érzékelhető nikkelvas részeket, amelyek savval étetve mutathatják a vasmeteoritokra jellemző, jól ismert Widmanstatten-Thomson mintázatot. Közel állnak az IAB komplex és a IIICD petrológiai osztályú vasmeteoritokhoz, ezért nagy a gyanú, hogy ezeknek ugyanaz a szülőégitestje. Geokémiájuk a normál és ensztatit kondritok között képez átmenetet. Névadójuk az 1928-ban az Egyesült Államok Winona nevű városában talált azonos nevű meteorit.

## Érdekességek primitív akondritokról
A primitív akondritok rendkívül ritka meteoritok, az összes eddig felfedezett és a Meteoritical Bulletin adatbázisában nyilvántartott példányok közül mindössze pár száz primitív akondrit, tehát a számuk nagyon kevés a Földön. Általában a meteoritok ritka kőzetek, de köztük is vannak gyakoribbak, mint a normál kondritok H5 és L6 osztályúi, illetve kevésbé gyakoriak, mint a vasmeteoritok, kő-vas meteoritok, primitív akondritok, illetve az ultra ritka marsi és holdi meteoritok.
Állítások szerint az ureilitek típusmeteoritjának a Novo Urei-nek egy részét a helyi lakosok elfogyasztották valamilyen módon, mert annak szaga a frissen sült kenyér illatára emlékeztette őket.